# سودلا
سودلا (به انگلیسی: Soodla) یک روستا در کشور استونی است که در ناحیه آنیا، شهرستان هارجو واقع شده‌است.
این روستا در حاشیه رودخانه سودلا واقع شده‌است. این رودخانه به رودخانه جاگالا در روستا می‌ریزد.

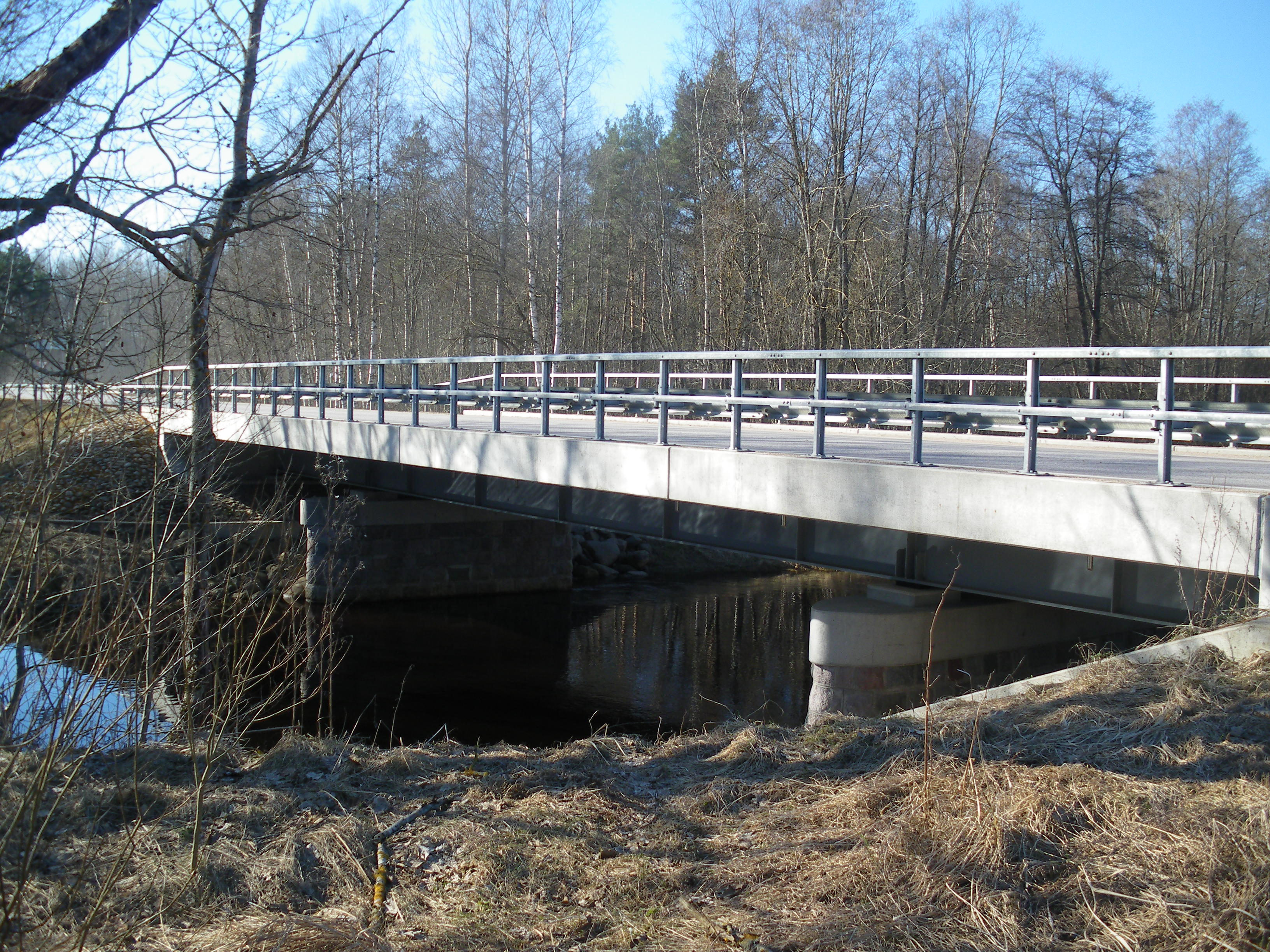
پل سودلا